# Cortinarius subfoetidus
Cortinárius subfoétidus (лат.) — гриб семейства паутинниковые (Cortinariaceae). Включён в подрод Sericeocybe рода паутинник.

## Биологическое описание
- Шляпка 4—10 см в диаметре, сначала широко-выпуклой, затем становится плоской, лавандово-синего или фиолетового цвета, с возрастом выцветает до светло-розового, с гладкой, в начале развития покрытой слизью поверхностью, в молодом возрасте с подвёрнутым краем.
- Мякоть мягкая, у молодых грибов лавандово-синего цвета, затем бело-розовая, на воздухе цвет не меняет.
- Гименофор пластинчатый, пластинки расположенные часто, приросшие к ножке или слабо нисходящие на неё, в молодом возрасте беловатого, затем розоватого или коричневого цвета, при повреждении цвет не меняют. Кроме пластинок имеются также пластиночки.
- Ножка 2,5—9 см длиной и 1—2,5 см толщиной, почти ровная, в верхней части беловатого цвета. Частное покрывало паутинистое, беловатого или светло-лаваднового цвета.
- Споровый порошок ржаво-коричневого цвета. Споры 7—10×5—5,5 мкм, эллипсоидной формы, слабо морщинистые. Базидии булавовидной формы, четырёхспоровые.
- Пищевые качества или токсические свойства не изучены.

## Экология и ареал
Произрастает на северо-западе Северной Америки, от Орегона до Британской Колумбии. Растёт в хвойных лесах.

## Сходные виды
- Cortinarius balteatus (Fr.) Fr. 1838 отличается более крупными спорами — 10—11×5,5—6 мкм.
- Cortinarius mutabilis A.H. Sm. 1944 отличается фиолетовыми пластинками у молодых грибов.